# Panunggangan Timur
Panunggangan Timur is een bestuurslaag in het regentschap Tangerang van de provincie Banten, Indonesië. Panunggangan Timur telt 3780 inwoners (volkstelling 2010).